# ビンジャイ
ビンジャイ（インドネシア語：Binjai）は、インドネシア・スマトラ島の北スマトラ州にある都市である。州都のメダンとは22kmの距離。スマトラ高速道路によってバンダアチェとも結ばれている。